# 1167 Dubiago
1167 Dubiago је астероид. Приближан пречник астероида је 63,12 ,
а средња удаљеност астероида од Сунца износи 3,412 астрономских јединица (АЈ).
Инклинација (нагиб) орбите у односу на раван еклиптике је 5,720 степени, а орбитални период износи 2302,378 дана (6,303 година). Ексцентрицитет орбите астероида износи 0,077.
Апсолутна магнитуда астероида износи 9,85 а геометријски албедо 0,050.
Астероид је откривен 3. августа 1930. године.